# Louis-André-Gabriel Bouchet
Pour les articles homonymes, voir Bouchet.
Louis-André-Gabriel Bouchet né en 1759 à Paris et mort dans la même ville le 7 juillet 1842 est un peintre néo-classique français.

## Biographie
Louis-André-Gabriel Bouchet est un élève de Jacques-Louis David. En 1797, le prix de Rome lui est attribué pour La Mort de Caton d'Utique. Au Salon, il expose les tableaux Daniel séparant le deux vieillards qui avaient accusé Suzanne (1791) et Le Portrait de la citoyenne Saint-Aubin dans le rôle de Lisbeth (1798).
Il a comme élève Anne de Coste de la Calprenède (1787-1842). Il est son témoin le 27 janvier 1809 à Paris, lors de son mariage avec le docteur Jean-Baptiste Dumangin.

## Œuvres
Allemagne

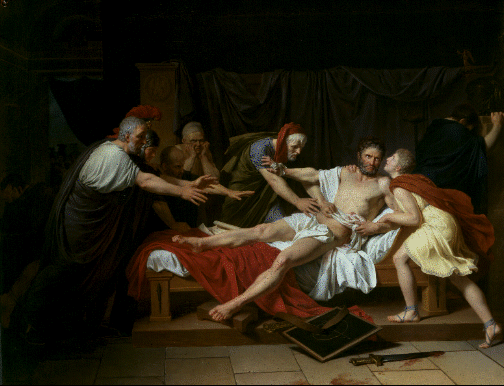
La Mort de Caton d'Utique (1797), Paris, École nationale supérieure des beaux-arts.

- Aix-la-Chapelle, hôtel de ville : Napoléon Ier, 1807, huile sur toile, en pendant de Joséphine de Bauharnais (1805) de Robert Lefèvre.

États-Unis
- Seattle, Seattle Art Museum ; Mme H. et ses enfants, 1815, huile sur toile.

France
- Aix-en-Provence, musée Granet : Louis XVIII en costume de sacre, huile sur toile[2].
- Amiens, musée de Picardie : Aria et Pætus se donnant la mort, 1802, huile sur toile.
- Angers, musée des Beaux-Arts :
  - Portrait de Lancelot-Théodore Turpin de Crissé, vers 1807, huile sur toile ;
  - Homère déclamant ses poèmes, 1814, huile sur toile.
- Angoulême, musée d'Angoulême : Guerrier grec après le combat / Le dernier des 300 spartiates, 1802, huile sur toile[3], exposé au Salon de 1804 sous le titre Un soldat romain blessé. Etude (no 52 du livret de l'exposition)[4].
- Compiègne, musée Antoine-Vivenel : L'Innocence cédant aux séductions de l'Amour sous les yeux de la Pudicité, huile sur toile[5].
- Fontainebleau, musée national du château de Fontainebleau : Portrait de Napoléon Ier, empereur des Français, d'après François Gérard, huile sur toile[6].
- Grenoble, musée de Grenoble : Hazaël rendant Mentor à Télémaque, 1819, huile sur toile.
- Orléans, musée des Beaux-Arts : Joseph reconnu par ses frères, esquisse pour le concours du prix de Rome de l'Académie, 1789, huile sur toile[7]
- Paris, École nationale supérieure des beaux-arts : La Mort de Caton d'Utique, 1797, huile sur toile[8].
- Versailles, musée national des châteaux de Versailles et de Trianon :
  - Charles Henri Ver-Huell, vice-amiral de Hollande et de France, maréchal de Hollande, pair de France (1764-1845), 1824, huile sur toile[9] ;
  - Auguste et Cinna, 1818, huile sur toile[10].

Localisation inconnue
- Portrait de Dillon, vérificateur-général des nouveaux poids et mesures, 1798, huile sur toile[2].
- Portrait de Cessart, inspecteur-général des ponts et chaussées, 1798, huile sur toile[2].
- Portrait du citoyen de Perregot, 1798, huile sur toile[2].
- Cléobule donnant les leçons de sagesse à sa fille, 1801, huile sur toile[2].
- Portraits, 1806, huile sur toile[2].
- Portraits, 1812, huile sur toile[2].
- Le Christ et sainte Marie-Madeleine au pied de la croix, 1817, huile sur toile[2].

## Salons
- 1791 : Daniel séparant le deux vieillards qui avaient accusé Suzanne, huile sur toile.
- 1798 : Le Portrait de la citoyenne Saint-Aubin dans le rôle de Lisbeth, huile sur toile.

Œuvres de Louis-André-Gabriel Bouchet
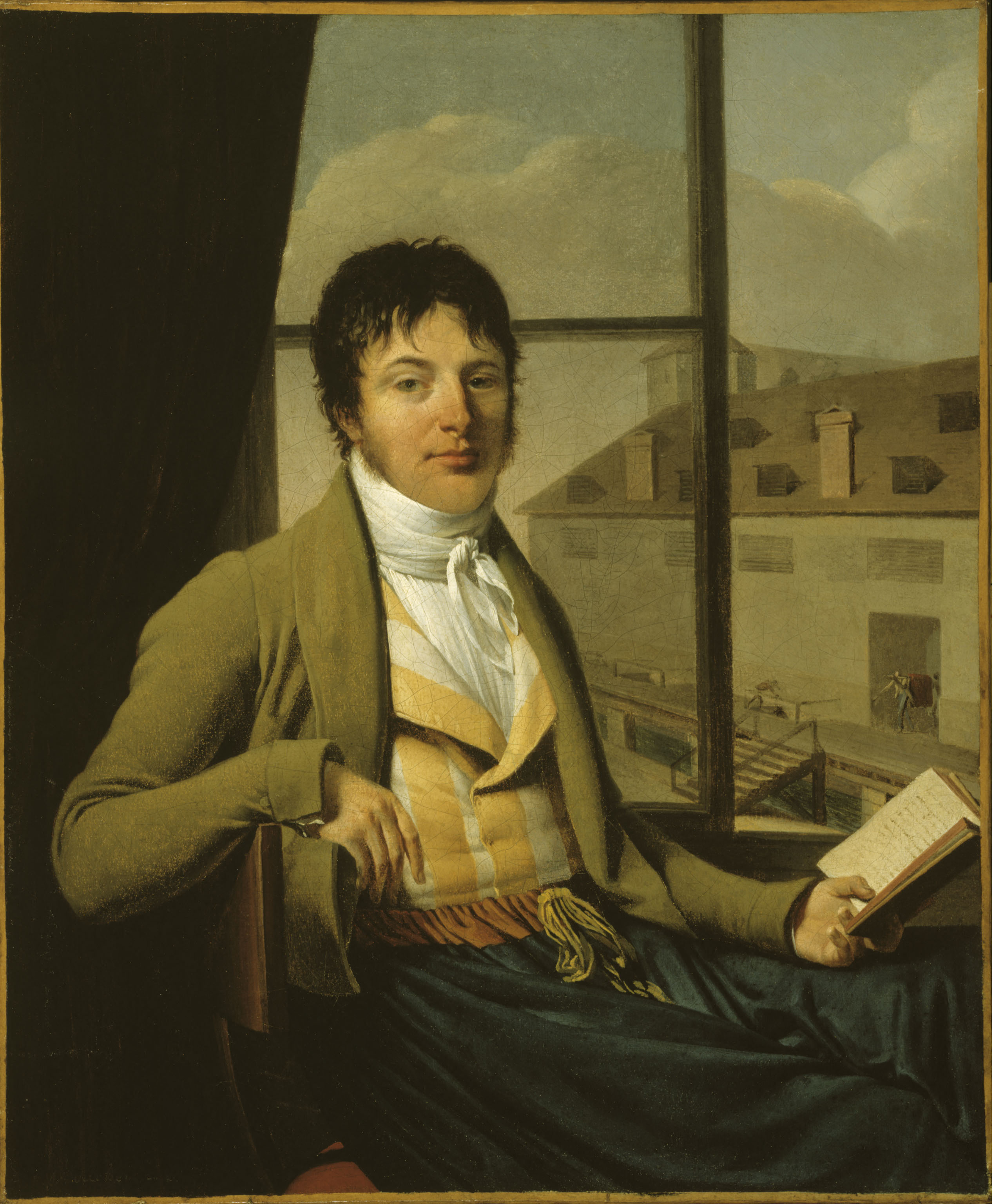
Jean-Antoine Chaptal (1801), Paris, musée Carnavalet.
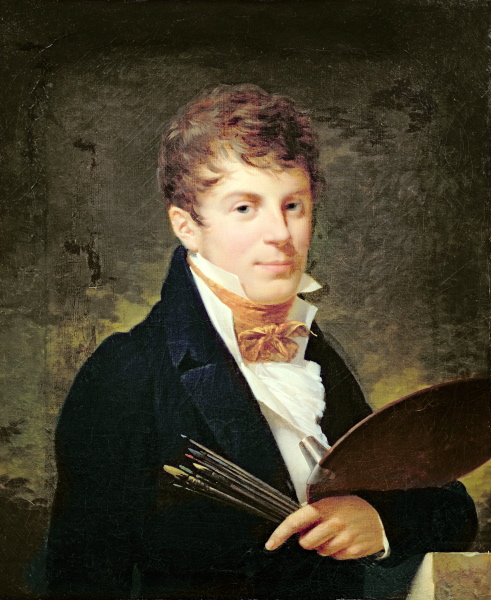
Portrait de Lancelot-Théodore Turpin de Crissé (vers 1807), musée des Beaux-Arts d'Angers.
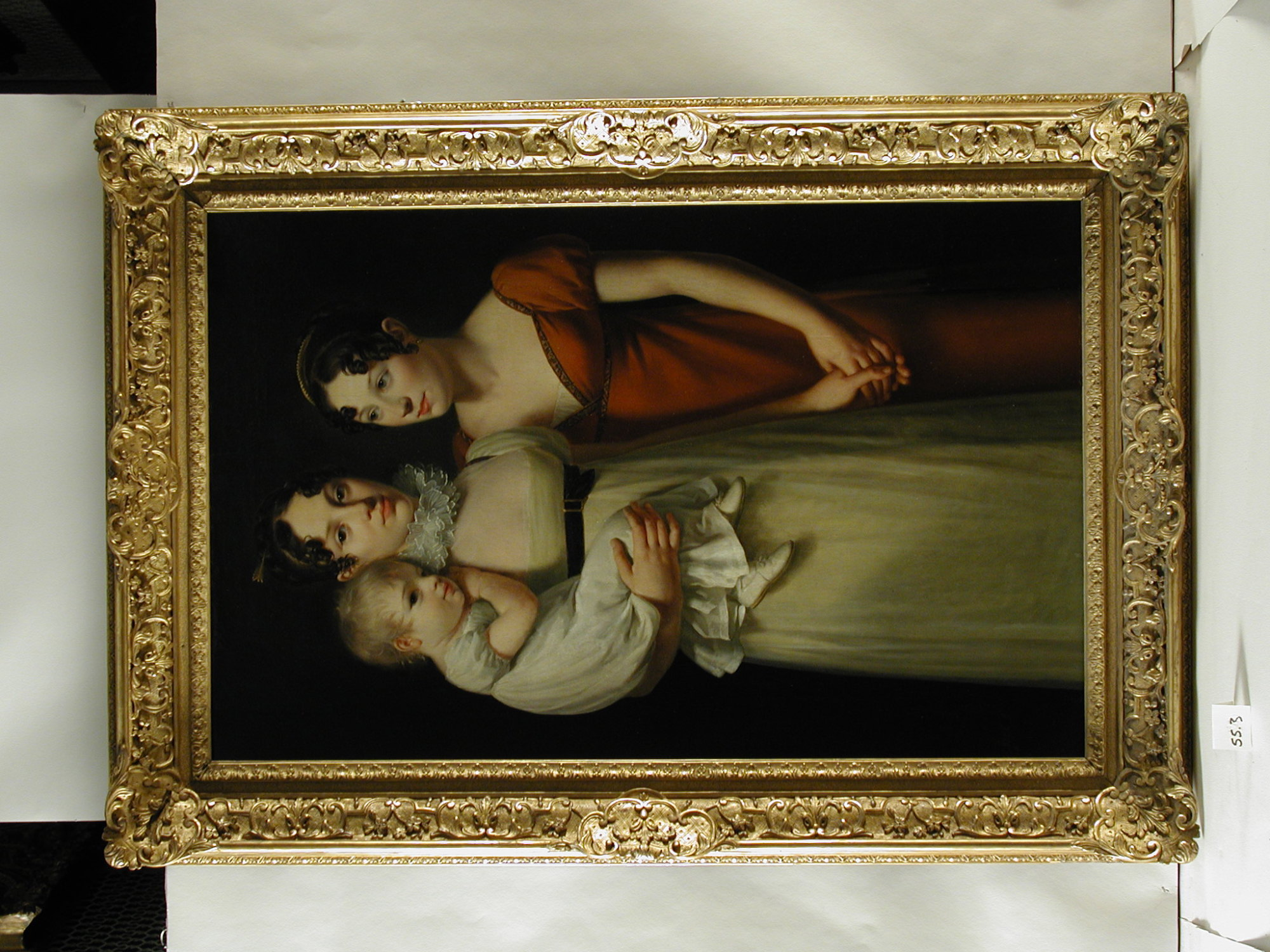
Trois sœurs (1812), Detroit Institute of Arts.
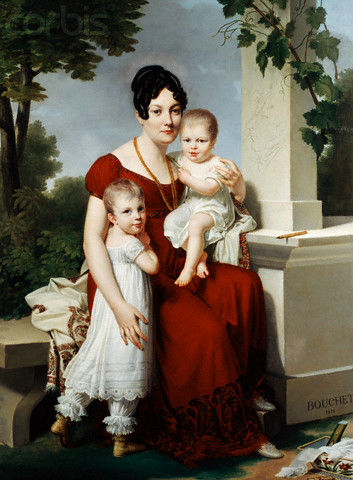
Mme H. et ses enfants (1815), Seattle Art Museum.
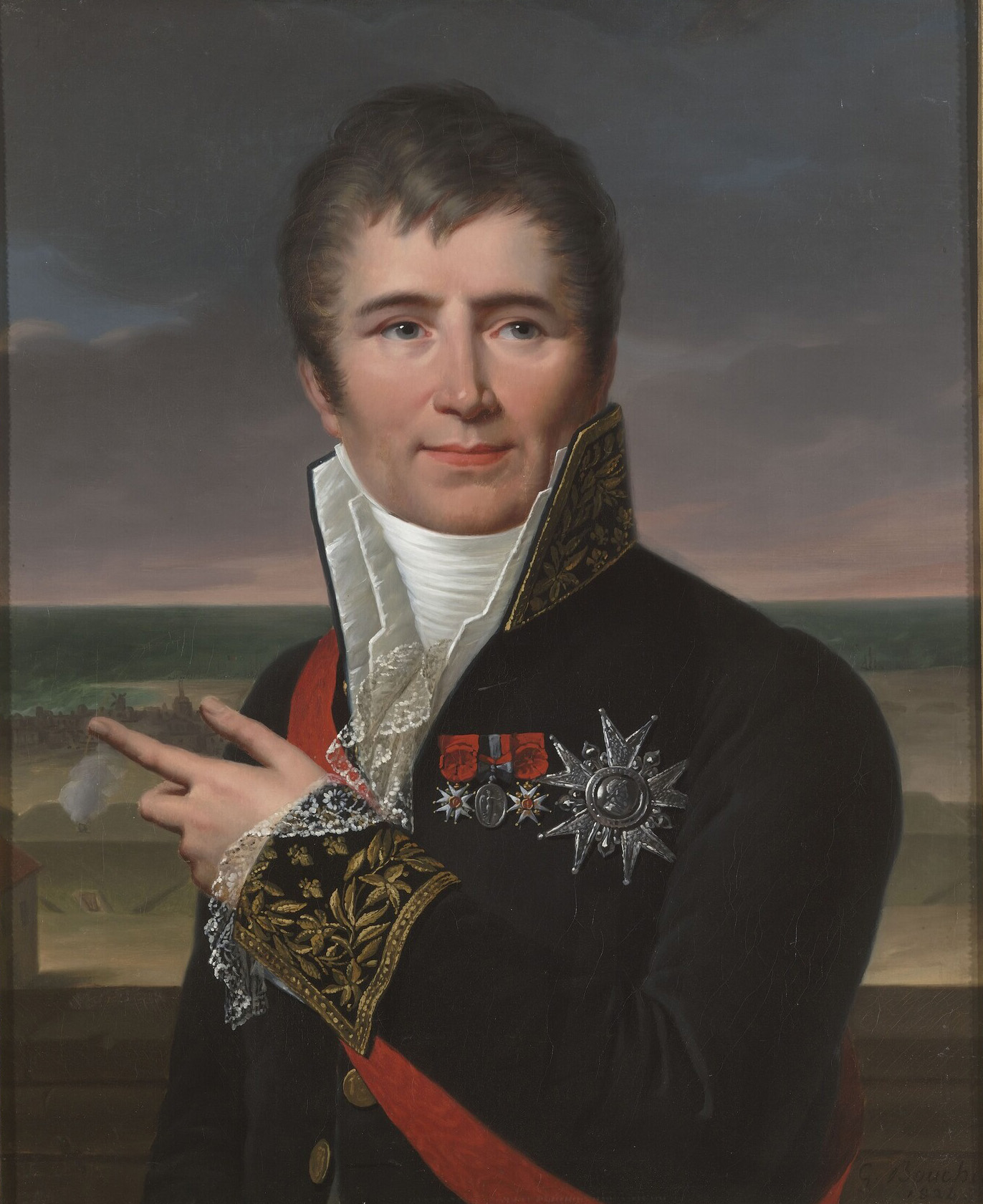
Charles Henri Ver-Huell, vice-amiral de Hollande et de France, maréchal de Hollande, pair de France (1764-1845) (1824), Versailles, musée national des châteaux de Versailles et de Trianon.